# Marco Vinício (cônsul em 30)
Marco Vinício (em latim: Marcus Vinicius; 5 a.C.–46 (50 anos)) foi um político e general romano eleito cônsul em 30 com Lúcio Cássio Longino. Era filho de Públio Vinício, cônsul em 2, e neto de Marco Vinício, cônsul em 19 a.C., e ficou famoso principalmente por ter sido marido de Júlia Lívila, a filha mais nova de Germânico e irmã do imperador Calígula.

## Carreira
Nascido em Cales, na Campânia, Vinício começou sua carreira como questor em 20, ano no qual recebeu um pedido para participar da defesa de Cneu Calpúrnio Pisão, acusado de assassinar Germânico, mas recusou. Contudo, ele esteve presente no julgamento e seu nome aparece como uma das sete testemunhas do "Senatus consultum de Cn. Pisone patre", o ato oficial de julgamento e condenação de Pisão publicado pelo Senado Romano.
Dez anos depois, Vinício chegou ao consulado, o mesmo ano no qual Veleio Patérculo publicou suas "Histórias", dedicadas a Vinício.
Em 33, Tibério selecionou Vinício para ser o marido de Júlia Lívila, a filha mais nova de Germânico. Na ocasião, Tácito descreveu como "de caráter gentil e um habilidoso orador". No ano seguinte, foi nomeado para um comitê senatorial formado para avaliar os danos provocados por um incêndio no monte Aventino. Entre 38 e 39, Vinício foi procônsul da Ásia e Lívila o acompanhou.
De volta a Roma, Lívila foi envolvida numa conspiração fracassada (liderada provavelmente por sua irmã Agripina) para derrubar seu irmão e substituí-lo por seu cunhado Marco Emílio Lépido, o viúvo de sua irmã Drusila e também o amante de Agripina e de Lívila. As duas irmãs foram banidas para as ilhas Pontinas (provavelmente foram separadas, cada uma numa ilha diferente). Depois de mais uma conspiração, ela foi finalmente executada por ordem de Cláudio em 41 ou 42.
Segundo Flávio Josefo, Vinício estava envolvido no assassinato do imperador Calígula e, por um curto período, chegou até a tentar sucedê-lo no trono. Depois que Cláudio se tornou imperador, Vinício o acompanhou durante a conquista da Britânia em 43 e recebeu a ornamenta triumphalia. Em 45, Vinício recebeu a rara honra de um segundo consulado, desta vez servindo com Tito Estacílio Tauro Corvino.
Finalmente, por instigação da imperatriz Messalina, Vinício foi assassinado em 46, mas recebeu mesmo assim um funeral de estado, outra honra rara para pessoas de fora da família imperial.